# Rosenbauer

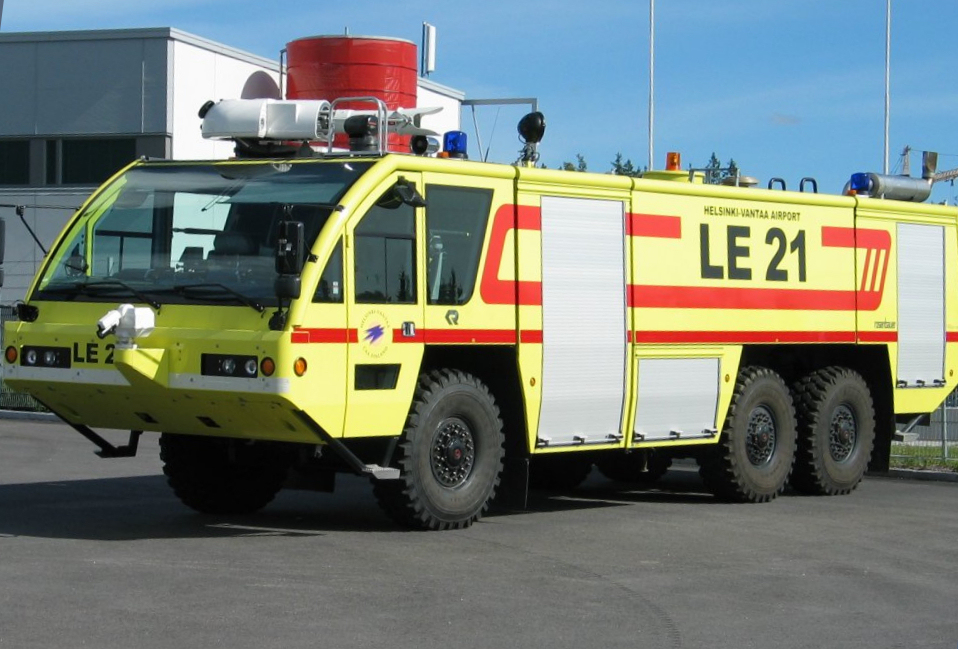
Rosenbauer Panther

Il gruppo Rosenbauer è uno dei primi tre produttori mondiali di veicoli per i vigili del fuoco. Ha sede a Leonding in Austria.

## Storia
Fondata nel 1866 a Linz come Trading House for Fire Brigade Equipment da Johann Rosenbauer, iniziò la produzione di componenti separati nel 1906 e quella di veicoli antincendio completi nel 1919, iniziandone pochi anni dopo anche l'esportazione.
Nel 1968 spostò la sede nella nuova localizzazione di Leonding, ampliando sempre più la produzione destinata all'estero e iniziando a creare le prime consociate in Svizzera e Spagna.
Dal 1994 è iniziata anche la quotazione alla borsa di Vienna.

## Prodotti
Oltre ad allestimenti specifici per interventi antincendio preparati su telai dei maggiori costruttori di autocarri e destinati all'utilizzo quotidiano, la Rosenbauer si è specializzata in specifici mezzi di grandi dimensioni destinati ad operare nell'ambito aeroportuale preparando delle versioni particolari come il Simba destinato all'Aeroporto di Francoforte sul Meno e come il Rosenbauer Panther.

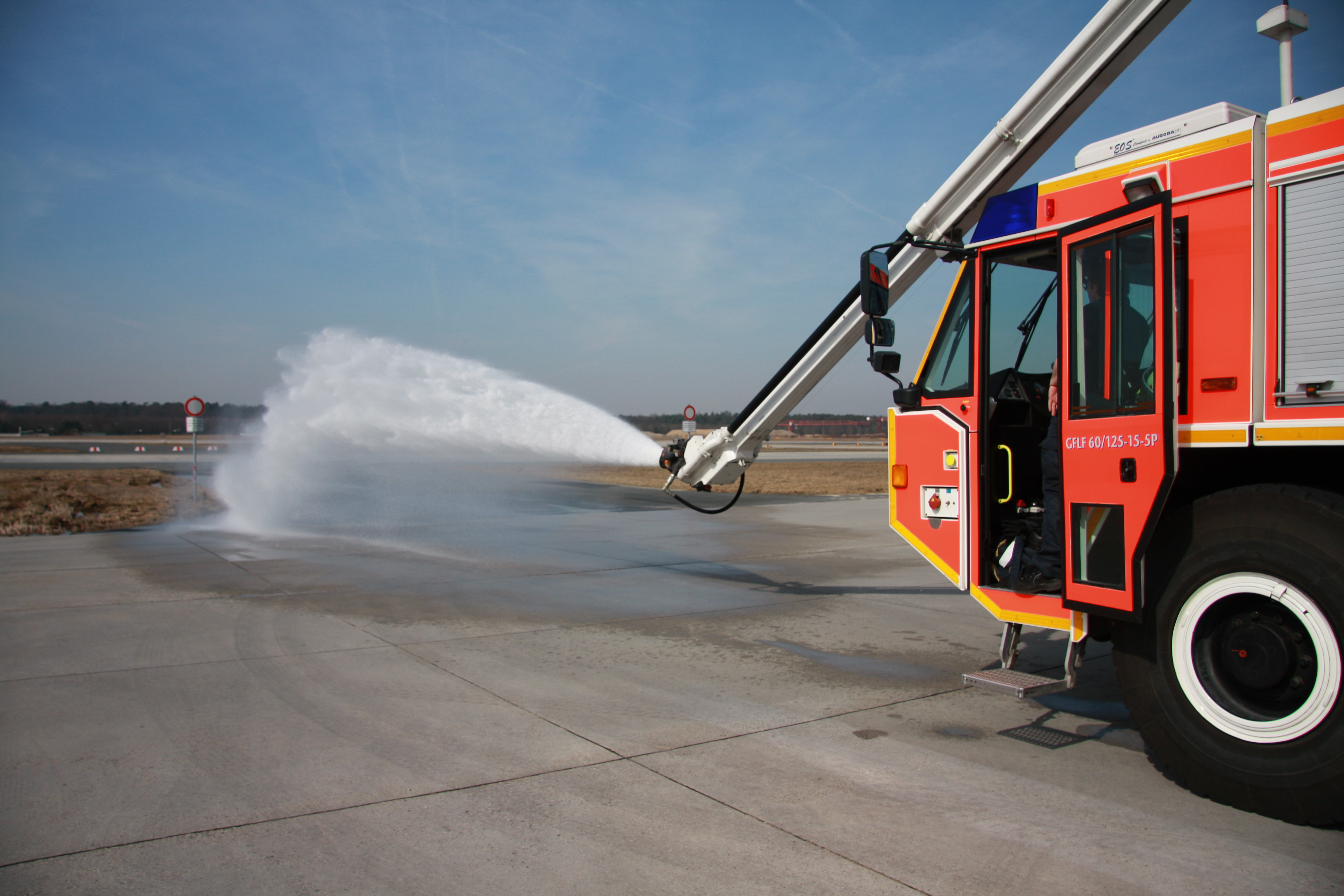
Rosenbauer Simba 8x8 HRET